# Chřibská
Chřibská (deutsch Kreibitz) ist eine Kleinstadt im Ústecký kraj in Tschechien.

## Geographie

### Geographische Lage
Die Stadt liegt entlang des Kreibitzbaches (Chřibská Kamenice) südlich des Schluckenauer Zipfels in einem Tal des Lausitzer Gebirges. Nördlich der Stadt erhebt sich der sagenumwobene Berg Iricht (Spravedlnost), der bis 1579 die Hinrichtungsstätte von Kreibitz war. Südöstlich des Ortsteils Horní Chřibská befindet sich die Talsperre Chřibská.

### Gemeindegliederung
Die Stadt Chřibská besteht aus den Ortsteilen Dolní Chřibská (Niederkreibitz), Chřibská (Kreibitz), Horní Chřibská (Oberkreibitz) und Krásné Pole (Schönfeld), die zugleich auch Katastralbezirke bilden.

## Geschichte

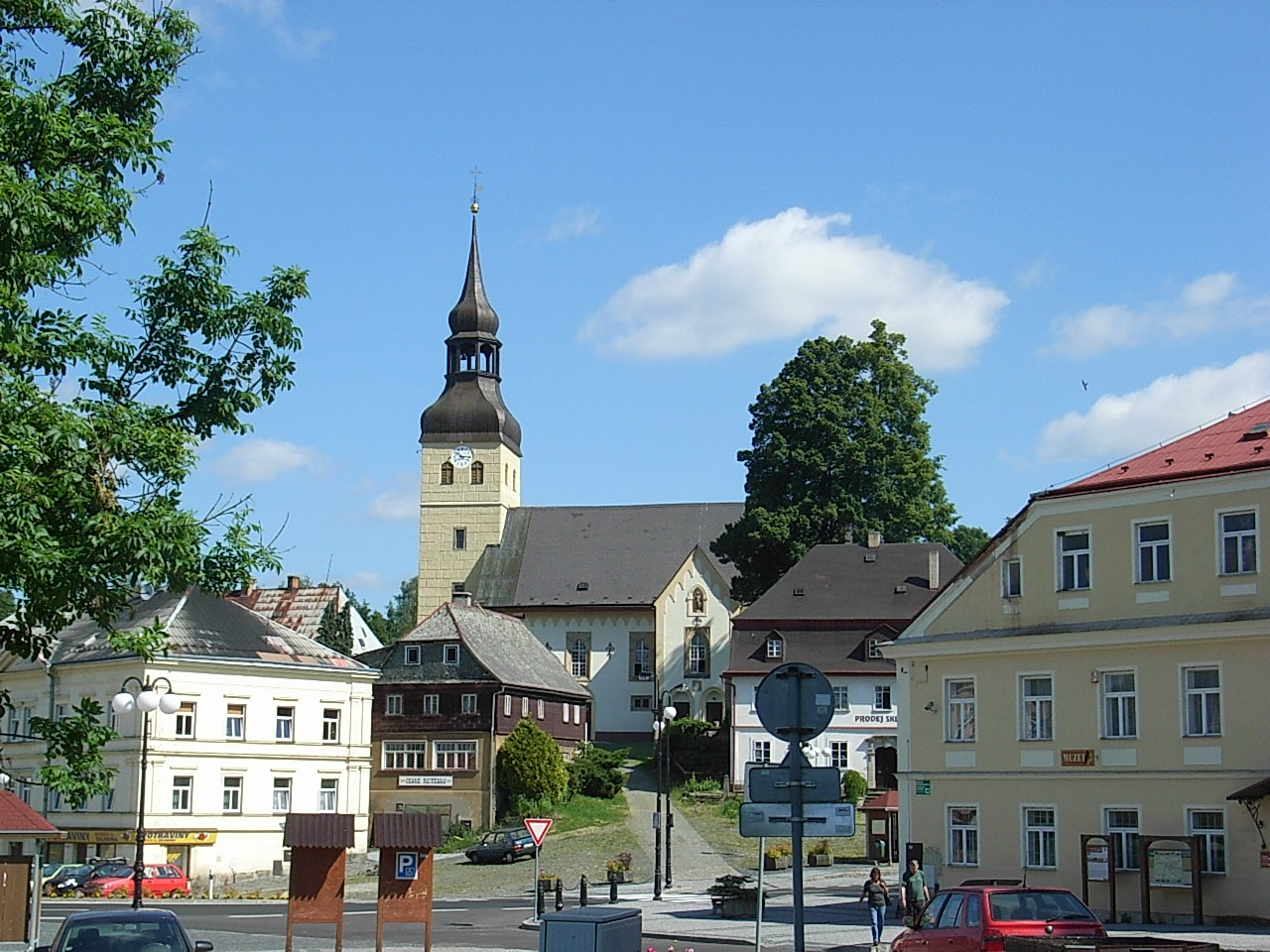
Platz bei der Georgskirche (im Hintergrund) und dem Geburtshaus von Thaddäus Haenke (ganz rechts)

Chřibská wurde bereits im Jahre 1352 als ein Pfarrdorf erwähnt. Ursprünglich handelte es sich um eine alte slawische Siedlung im Talkessel, durch den ein Handelsweg aus Böhmen nach der Lausitz führte. Das Dorf gehörte zur Burg Tolštejn (Tollenstein) und gelangte 1428 an die Herren von Wartenberg auf Tetschen. 1614 fiel es der Adelsfamilie Kinsky auf Česká Kamenice zu. 1570 erhielt Kreibitz Stadtrechte.
Eine der ältesten Glashütten Europas produzierte in Horní Chřibská (Oberkreibitz) seit dem Beginn der Neuzeit, bis schließlich 2009 der Betrieb eingestellt wurde. Die Hütte ist für das Jahr 1514 nachgewiesen und gehörte damals dem Glasmacher Veit Friedrich, der zugleich Scholze von Kreibitz war. Neuere Forschung zeigt, dass die Hütte bereits mindestens zehn Jahre zuvor von Veits Vater oder Bruder Asmon Friedrich betrieben wurde, der im Jahr 1504 durch Siegmund von Wartenberg (Grundherr 1464–1511) mit Glashüttenprivilegien versehen wurde. Ihre Nachkommen gründeten zahlreiche weitere Glashütten, unter anderem in Schlesien, im Adlergebirge und im Glatzer Land. Anfang des 18. Jahrhunderts wurde die Kreibitzer Glashütte durch ihren Grundherren übernommen, der sie 1724 an die Glasmacherfamilie Kittel verpachtete und 1767 verkaufte. Später war in Kreibitz auch die Fabrikation von Glasharmonikas ansässig.
Kreibitz bildete ab der Mitte des 19. Jahrhunderts eine Gemeinde im Gerichtsbezirk Warnsdorf. Von 1938 bis 1945 gehörte Kreibitz zum Landkreis Warnsdorf.
Seit dem 10. Oktober 2006 ist Chřibská wieder eine Stadt. Sie ist Mitglied der Mikroregion Tolštejn.

### Einwohnerentwicklung
Bis 1945 war Kreibitz überwiegend von Deutschböhmen besiedelt, die vertrieben wurden.
| Jahr | Einwohner | Anmerkungen                                                                            |
| ---- | --------- | -------------------------------------------------------------------------------------- |
| 1830 | 2041      | in 290 Häusern, einschließlich der Vorstadt Neu-Kreibitz (554 Einwohner in 74 Häusern) |
| 1844 | 1560      | in 230 Häusern, ohne die Vorstadt Neu-Kreibitz                                         |
| 1869 | 1 921     |                                                                                        |
| 1880 | 1 919     |                                                                                        |
| 1890 | 1 728     |                                                                                        |
| 1900 | 1749      | deutsche Einwohner                                                                     |
| 1910 | 1710      |                                                                                        |
| 1921 | 1478      |                                                                                        |
| 1930 | 1600      | davon 70 Tschechen                                                                     |
| 1939 | 1365      | [ 17 ]                                                                                 |

| Jahr      | 1950 | 1961 | 1970 | 1980 | 1991 | 2001 | 2011 |
| Einwohner | 547  | 648  | 692  | 801  | 702  | 702  | 686  |

## Söhne und Töchter der Stadt

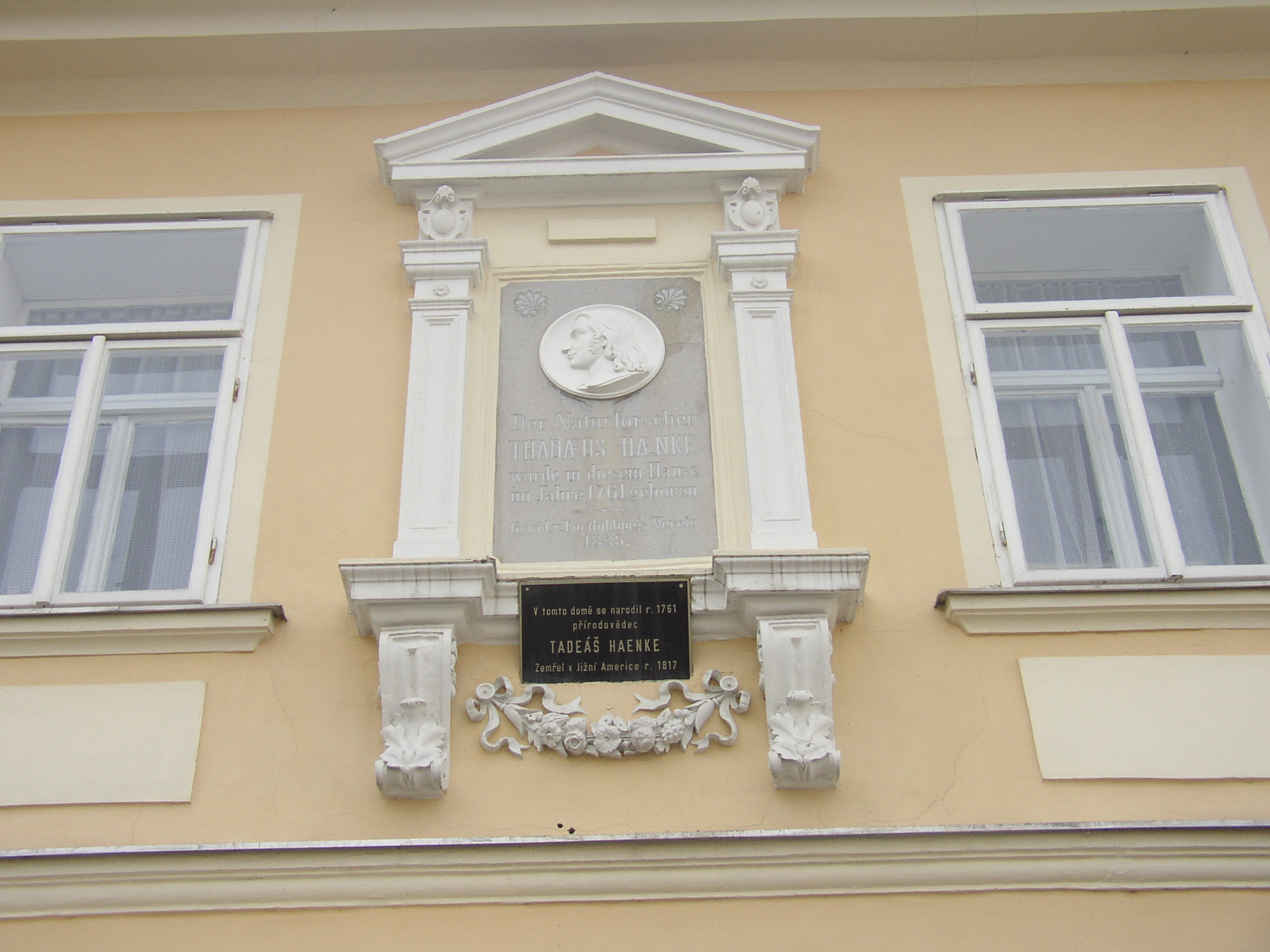
Gedenktafel am Geburtshaus von Thaddäus Haenke

- Malachias Siebenhaar (1616–1685), Komponist
- Thaddäus Haenke (1761–1816), Forschungsreisender und Botaniker
- Johann Kny (1854–1906), deutsch-böhmischer Kaufmann und Uhrenfabrikant
- Amandus John (1867–1942), österreichischer Benediktiner und Politiker
- Inge Methfessel (1924–2021), Schriftstellerin
- Hellmut Wollmann (* 1936), Politik- und Verwaltungswissenschaftler